# Harpe celtique
La harpe celtique est un instrument de musique à cordes ancien, répandu en Irlande (cláirseach), en Écosse (clársach), au pays de Galles (telyn), en Bretagne (telenn), pour jouer et accompagner la musique celtique. Elle jouit d'un regain de popularité en Bretagne depuis les années 1950. Plus petite que la harpe de concert, elle est plus maniable. Elle possède un répertoire propre né de l'époque où elle était l'instrument des musiciens ambulants. Elle fait notamment partie des symboles de l'Irlande.

## Origines
La harpe initiale aurait été transformée par des tribus germaniques faiblement romanisées. D'ailleurs, le terme utilisé harpe en français et dans la plupart des autres langues romanes (italien, espagnol, galicien arpa) est issu du germanique commun *xarpōn (suédois harpa, allemand Harfe), alors que nombre de ces régions de langue romanes étaient jadis de langue celtique au moins jusqu'au IVe siècle. Ce qui signifie qu'il était peu ou n'était pas connu des Celtes continentaux avant son introduction par les Germains. Par contre, les Celtes insulaires vont rapidement apprécier cet instrument et développer très tôt[Quand ?] un terme spécifique pour la désigner : clàrseach en gaélique, telyn en cornique et gallois, telenn en breton. Les harpes triangulaires celtiques seraient d'abord apparues chez les Pictes en Écosse au VIIIe siècle qui en font un instrument élaboré, joué dans les cours d'Europe et plus tard les Scots (irlandais nouvellement établis en Écosse) et les Gaëls stabilisent son usage en Irlande au XIe siècle,,.
Elle devient reine chez les peuples restés à dominante celtique (langue, arts, etc.), notamment chez les Brittons d'Écosse, de Cumbrie, de Galles, du Devon, de Cornouailles, ceux qui commencent à s'installer en Armorique, jusqu'au Nord-Ouest ibérique. Des deux côtés de la Manche, la harpe est omniprésente au Moyen Âge dans la légende de Merlin, la vie de Tristan et Yseult, développant des thèmes musicaux et littéraires communs. Dès le VIe siècle, le pays de Galles connaît aussi un âge d'or, basé sur les récits des bardes Taliesin et Myrddin. On peut considérer qu'elle a pris officiellement le relais de la lyre celtique, comme instrument central des sociétés unifiées par la "thalassocratie", peu après être devenue chrétienne. Les moines et bardes (surtout irlandais et bretons) vont lui faire une grande publicité dans toute l'Europe (en Galice par exemple, dont les harpes du Pórtico de la Gloria sont visibles sur la cathédrale de Saint-Jacques-de-Compostelle).
Concernant le statut des bardes du haut Moyen Âge, le recueil de lois du roi gallois Hywel Dda, promulguées de 940 à 944, fait la différence entre les Pencerdd, ayant gagné par les honneurs de divers concours leur place au service d'un prince dont ils ont à célébrer les louanges, le Bardd Teulu ou poète au service d'un chef de clan et les Crosan ou jongleurs itinérants. Ces mêmes lois précisent que la harpe constitue l'un des attributs rituels des bardes (elle reprend la fonction de la "lyre" - ou cruit - de l'époque antérieure) ; « quand le Bardd Teulu entre en fonction, il doit recevoir une telyn du roi et un anneau d'or de la reine : et il ne doit jamais se séparer de sa "harpe" ni contre de l'argent ni contre un service jusqu'à sa mort. » En Irlande, l'office de barde, selon certains textes, est héréditaire, de même que sa harpe. Pour la Bretagne continentale, on suppose que c'est de même, comme en témoigne la chanson de Merlin recueillie par La Villemarqué.
En Irlande entre le XIIe siècle et le XVe siècle, les personnes aveugles qui ne pouvaient pas participer aux travaux habituels étaient alors dirigés vers le filage de la paille pour rempaillage de chaises ou bien on leur enseignait la harpe. Les aveugles furent nombreux parmi les harpistes de l'époque et souvent de très bons joueurs et compositeurs, leurs sens du toucher et de l'ouïe étant très développés. Le compositeur Turlough O'Carolan était lui-même aveugle.

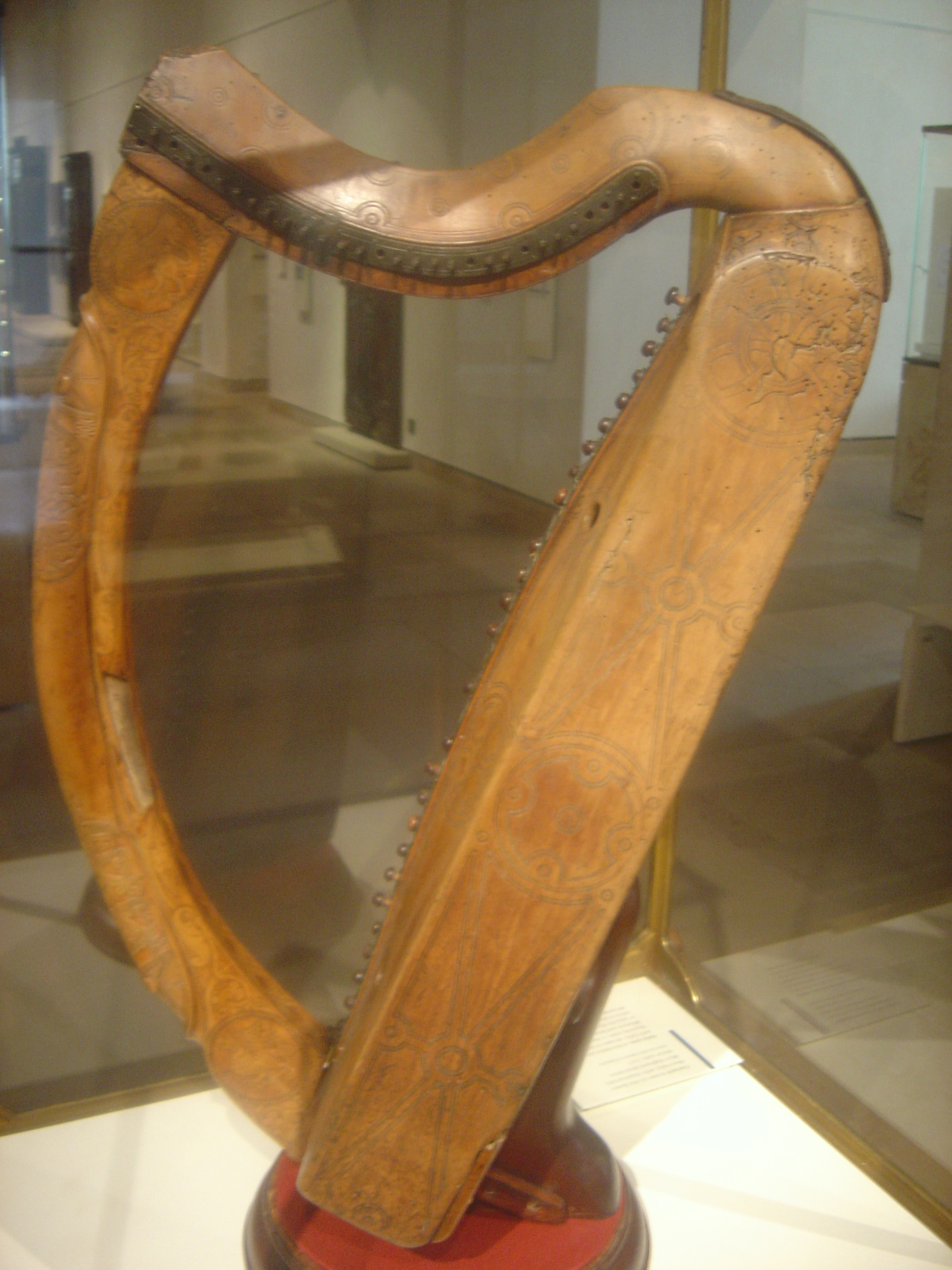
La harpe de la Reine Marie, une des dernières harpes médiévales. Museum of Scotland.

De ce fait, beaucoup d'œuvres ne furent transmises que par oral et un très grand nombre d'entre elles ont aujourd'hui disparu. Leur répertoire sera noté dès 1792 par Edward Bunting, précurseur en matière des collectes des traditions instrumentales européennes. De plus, on a conservé quelques anciennes harpes irlandaises, certaines remontant au XVe siècle, qui caractérisent la clarseach de l'époque. Seuls trois exemplaires de harpes celtiques anciennes (appelées aussi « harpes gaéliques ») nous sont parvenus : la harpe dite de Brian Boru (attribuée au roi Brian Boru), exposée au Trinity College de Dublin, la harpe de la Reine Marie et la harpe de Lamont, ces deux dernières étant conservées en Écosse, au National Museum d’Édimbourg.
Le plus ancien fragment (XIIe siècle ou XIIIe siècle) a été trouvé dans une tourbière irlandaise.
Dans les pays celtiques, la harpe était l'instrument des classes supérieures : au pays de Galles, les bardes joueurs de harpe occupent de hauts rangs dans la hiérarchie sociale et bénéficient d'importants privilèges. En Armorique, il existe jusqu'au XIe siècle des bardes officiels à la cour du souverain, comme le Quimpérois du nom de Kadiou à la cour d'Hoël V en 1079 selon d'anciennes chartes. Dans les trois autres pays de culture celtique, les harpeurs, appréciés dans tous les milieux sociaux, perdurent jusqu'au début du XIXe siècle. Mais la harpe et les harpeurs connaissent des temps très difficiles, supplantés par les cornemuses et pourchassés en 1600, par les Anglais d'Oliver Cromwell en Irlande, en Écosse et au pays de Galles, pour tenter d'étouffer le sentiment national, la harpe tenant une telle place dans la vie celtique. En Écosse, à la fin du XVIIIe siècle, la harpe celtique avait disparu du paysage culturel, mais à partir des années 1890, dans le cadre du Celtic Revival et en particulier du Mòd, un festival annuel fondé par la Société des Highlands, un nouveau type de clàrsach émergea, tendue de cordes de boyaux au lieu de cordes métalliques.

## En Irlande
La pratique de la harpe irlandaise est inscrite sur la liste représentative du patrimoine culturel immatériel de l'humanité en décembre 2019.

## En Bretagne

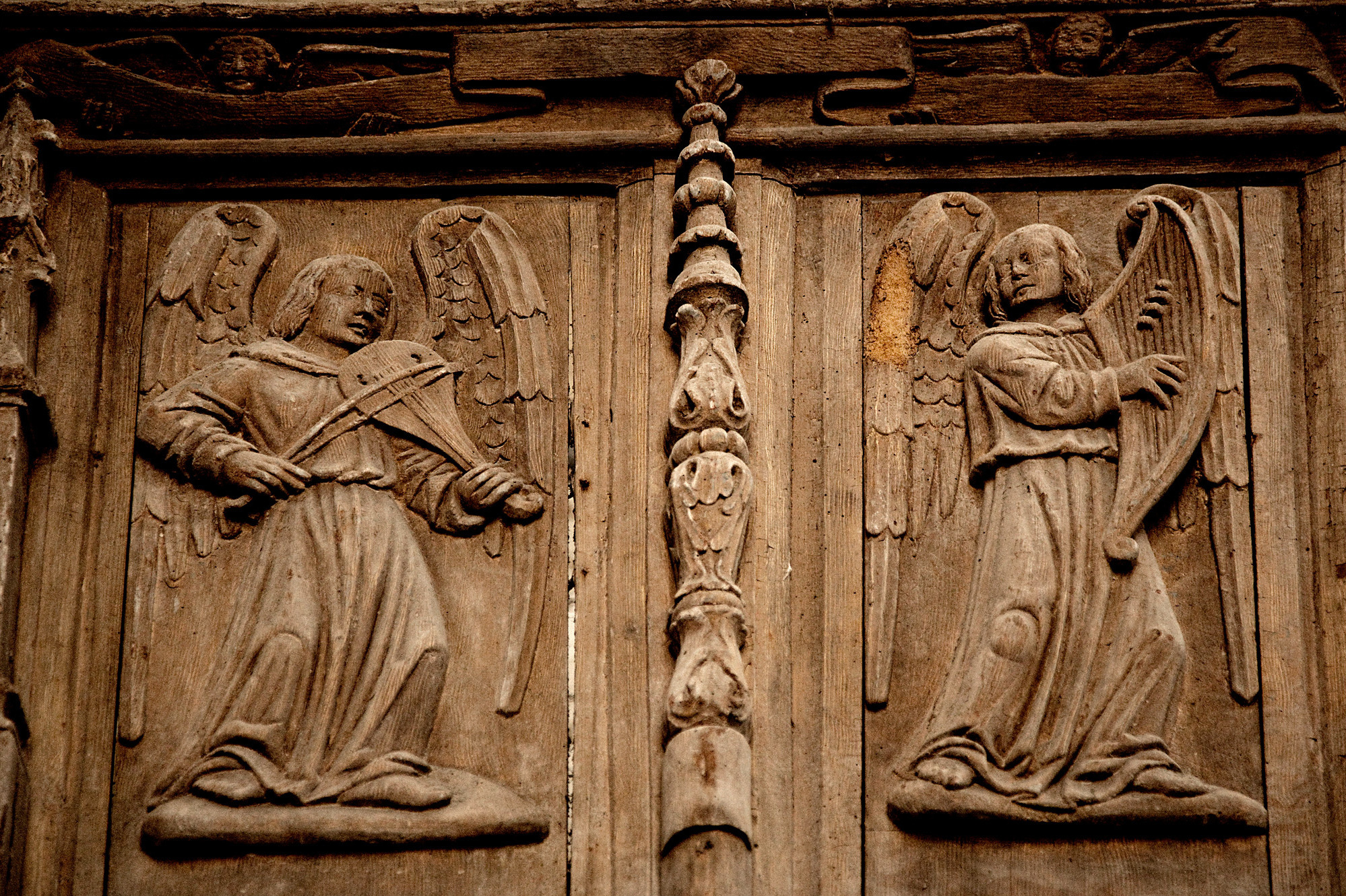
Anges musiciens jouant de la vièle à archet et de la harpe (retable dans la chapelle Sainte Barbe au Faouët)

Elle s'installe dans le paysage musical par contact permanent avec la civilisation brittonne du Haut Moyen Âge, du VIIIe au XIIe siècle. L’image et l’écrit confirment la présence importante de harpes dans l’univers breton-britton. Les textes et poèmes montrent l’importance de la harpe, autant ou presque, en Bretagne que chez les autres Brittons. Cependant, on ne sait pas si elle diffère des divers modèles répandus à l'époque en Europe occidentale. En effet, ces représentations picturales ou plastiques et les quelques allusions littéraires en breton et en français, ne sont jamais que quelques pièces d'un puzzle auquel selon toute vraisemblance fera toujours défaut ce qui est essentiel à l'écriture d'une histoire : des dates et des documents écrits précis.
Selon Philippe Durand, « une charte de 1065 fait état d'un certain Kadiou qui était harpeur de Hoël, comte de Nantes ; on sait aussi que, durant le haut Moyen Age, les Bretons enseignèrent l'art de la harpe dans les cours seigneuriales françaises, germaniques, bourguignonnes, et que Dudon de Saint-Quentin demanda aux harpeurs bretons de se joindre aux ducs de Normandie pour répandre au loin la gloire de Richard 1er ».

### Déclin
Durant les XIIIe-XIVe et XVe siècles en Bretagne, elle semble commencer à être moins centrale et décliner lentement, du fait que les souverains et l’aristocratie se francisent inéluctablement, mais elle garde ses influences celtiques et des spécificités bretonnes continuent de s'appliquer à la harpe dans le jeu, la lutherie ou la décoration. En cela, il est difficile de déterminer précisément la période de sommeil, qui se situerait à l'époque où le duché de Bretagne perd son indépendance et est incorporé au royaume de France. Cela coïncide avec le déclin de l'aristocratie bretonne au début du XVIe siècle, dont la cour était un haut lieu de représentation pour les bardes, même si certains pouvaient être itinérants. La société bretonne devenue rurale et maritime, la musique s'est popularisée à l'extrême, délaissant les instruments à cordes pour revenir à des formes plus « archaïques ». Les allusions de sa présence dans les sources manuscrites cessent avec la disparition de l'ancienne culture celtique savante, et l'instrument n'est plus cité à partir du XIVe siècle que dans la tradition orale.
Alan Stivell se demande si ne persista pas « [...] même « light » ou homéopathique, une différence bretonne encore perceptible au connaisseur » dans la manière de jouer après la période supposée d'endormissement. Il évoque l'hypothèse d'une pratique pas complètement éteinte, aux XVIe et XVIIe siècles en Bretagne, de par la poursuite des relations avec Galles et Cornouailles et de la tradition lettrée bretonnante (non-populaire) qui aurait perduré jusqu’au milieu du XVIIe siècle (selon Gervais de La Rue), signifiant le maintien d’une classe de bardes bretonnants qui s’accompagnaient évidemment d’instruments de musique.

### Renaissance
Dès la première moitié du XIXe siècle, un mouvement revivaliste se développe dans ces trois pays de culture celtique. En Bretagne, la harpe apparaît dans la littérature romantique, mais sans que l'on cherche à en relancer la pratique. En revanche, le passage de Thomas Price par la Bretagne en 1829 est bien avéré ; le pasteur gallois, barde Carnhuanawc, y était venu superviser la première traduction bretonne de la Bible. Il fut le premier à s'interroger sur une hypothétique harpe bretonne : « Depuis quand la harpe est-elle passée d'usage en Bretagne ? » écrit-il en 1837 au vicomte Hersart de la Villemarqué. Séjournant dix ans plus tard au pays de Galles, La Villemarqué fait la connaissance de Thomas Gruffyd, qu'il entend à la harpe triple. Celui-ci l'impressionne suffisamment pour qu'il l'invite à se produire pendant le premier congrès celtique international organisé à Saint-Brieuc en 1867.
C'est avec la Révolution irlandaise (1921), et l'adoption de cet instrument comme symbole de la république d'Irlande, qu'à la nostalgie d'une culture celtique ou "bardique", s'ajoute une dimension politique. Déjà, en 1912, au Congrès interceltique de Douarnenez, les militants de l'Emsav entendent pour la première fois jouer de la harpe, selon une tradition dite "celtique", par le breton Paul Le Diverrès, médecin de profession et barde de passion originaire de Lorient. Cependant, sa passion pour les musiques celtiques et son mariage avec Bessie Jones, harpiste officielle du Gorsedd gallois, vont lui faire passer la majeure partie de sa vie Outre-Manche, revenant régulièrement participer aux cérémonies du Gorsedd breton dont il devient le harpiste officiel.

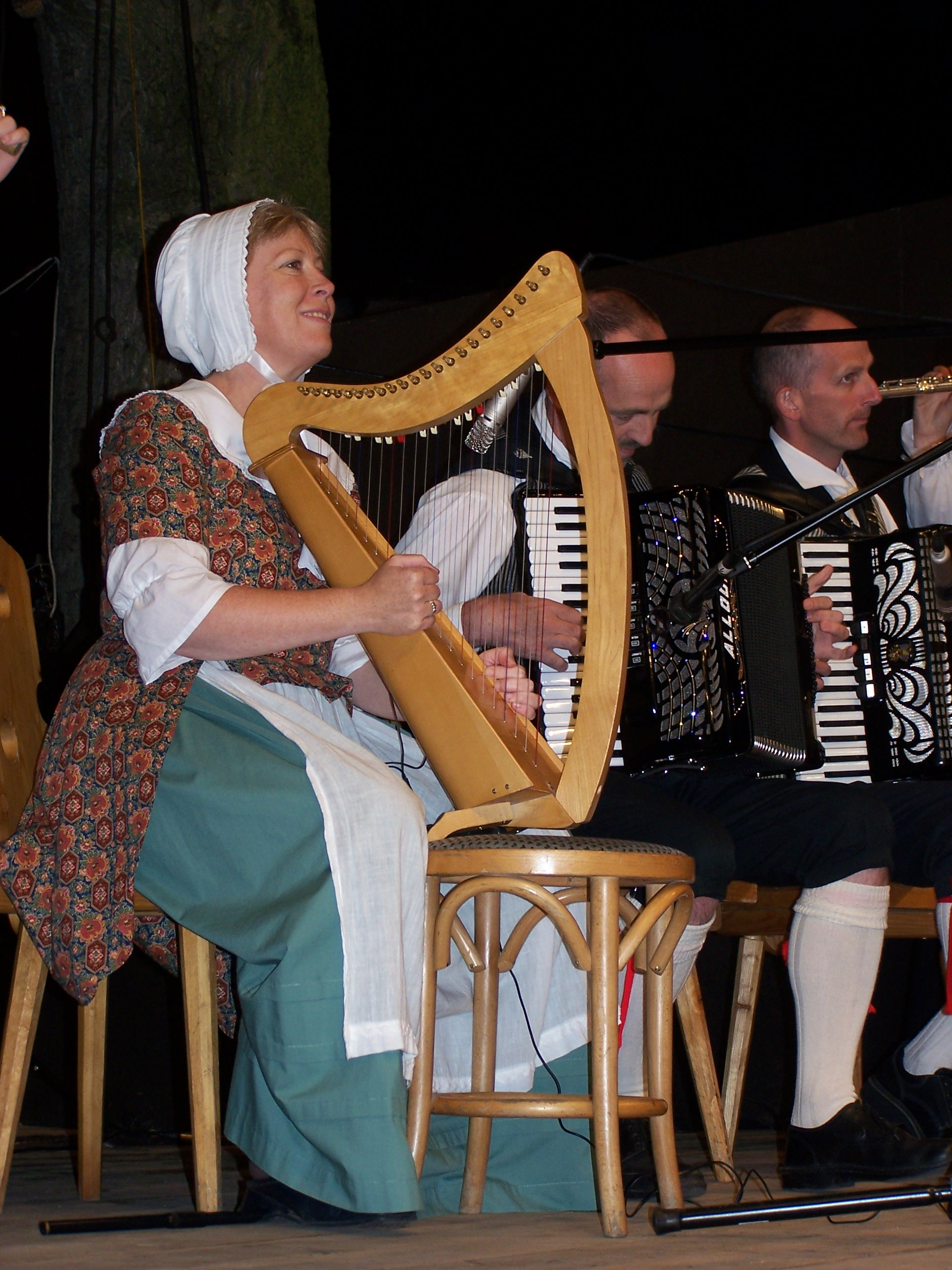
Petite harpe jouée dans un cercle celtique.

Dans l'entre-deux-guerres, des harpistes participent parfois aux Gorsedd des druides, dont l'écossaise Heloise Russell Fergusson, qui, au Gorsedd de 1934 à Roscoff, relance l'intérêt des Bretons pour la harpe. La rencontre de Gildas Jaffrennou, ébéniste de profession et musicien par passion (l'un des premiers à pratiquer le bag pipe écossais), avec la harpiste lui permet de se lancer dans la construction d'une première réplique mais sans y parvenir. À la fin des années de guerre, il se remet à l'ouvrage au pays de Galles où il réside et reçoit de l'épouse d'Arnold Dolmetsch copie des plans de la harpe mise au point par celui-ci pendant l'entre-deux-guerres. En quelques décennies, il va produire quelques centaines d'instruments et publier des textes sur l'instrument, dont une méthode de construction. Il faut attendre l'après-guerre pour que se développe en Bretagne une véritable entreprise de promotion de l'instrument, grâce aux essais de Gildas Jaffrennou et Yvonne Galbrun.
En 1942, en temps de guerre, l'action de reconstruction de l'instrument intéresse Georges Cochevelou, qui se renseigne durant ses loisirs forcés dans le Puy-de-Dôme. Traducteur et artisan pour ses loisirs à Paris après la guerre, il veut reconstituer le type de harpe en usage dans les pays celtiques, tout à fait différent du modèle classique alors à l'honneur. Il se trouve vite confronté à deux problèmes : la grande époque de la harpe en Bretagne remonte à dix siècles et il ne possède que des représentations très anciennes de l'instrument. Il rassemble tous les documents disponibles (photos, descriptions, dimensions...) avant de commencer sa construction en avril 1952 et la pose de la première corde un an après, donnant naissance à un prototype, un « véritable chef-d’œuvre » pour Yann Brékilien. Sans rien enlever à sa qualité musicale, la harpe qu'il recrée reste un instrument plus imaginaire qu'historique.
Relayée par son fils Alan, alors âgé de neuf ans, bientôt connu sous le nom d'Alan Stivell, la harpe témoigne de ses possibilités lors de démonstrations, permettant le renouveau de l'instrument. Le jeune Alan fait ses gammes sur cette première harpe, prenant des cours avec la harpiste Denise Mégevand et offrant des petites représentations. Ayant acquis rapidement les bases, il se produit le 28 novembre 1953 à la Maison de la Bretagne dans le cadre d'une conférence sur la harpe celtique. L'année suivante il intègre le Bagad Bleimor et fait par la suite des récitals un peu partout à Paris et en Bretagne, dont la première partie de Line Renaud à l'Olympia en 1957.
Par la suite, un petit groupe de passionnés se constitue au sein des scouts Bleimor et le nouveau modèle, fabriqué à une vingtaine d'exemplaires par Georges, est joué en public par la Telenn Bleimor de 1955 à 1972. Madelaine Buffandeau remplace Denise Mégevand en 1961 à la direction de l'association des harpistes, qui forme de nouvelles adeptes, parmi lesquelles Rozenn Guilcher, Kristen Noguès, Soizig Noblet et Mariannig Larc'hantec, qui ouvre à Brest la première classe de harpe celtique dans une école nationale de musique et remporte le grand concours de harpe celtique à Killarney. Par la suite et pendant quelques années les Bretons gagnent tous les prix en Irlande.

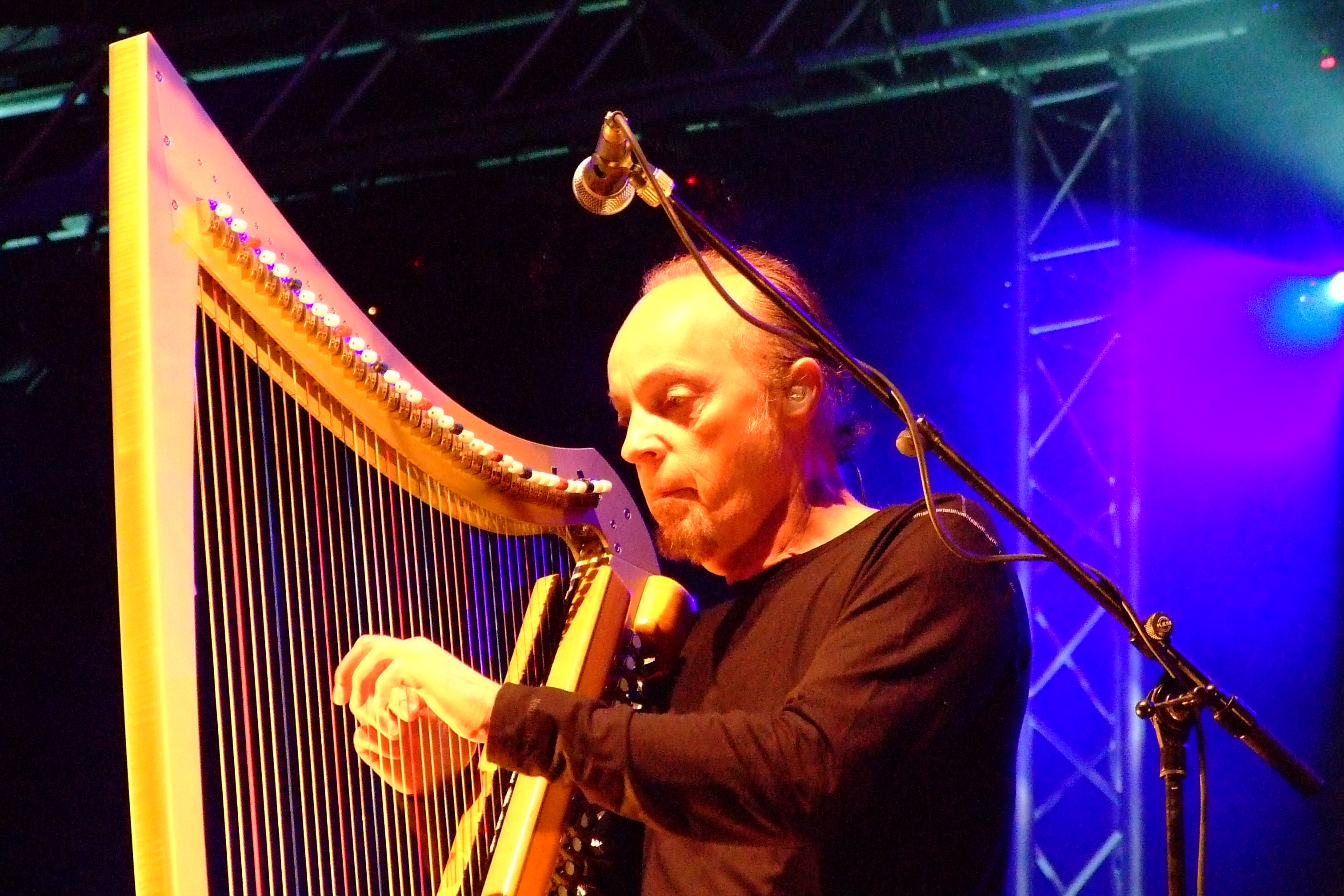
Alan Stivell a popularisé la harpe celtique à l'étranger (ici à Nuremberg).

Dès 1959, Alan Cochevelou enregistre chez Mouez Breiz un disque dans lequel il accompagne à la harpe les chants en breton d'Andrea Ar Gouilh, puis en 1960 un album de harpe solo, Musiques gaéliques, suivi en 1961 de l'album Telenn geltiek : Harpe celtique consacré aux autres mélodies celtiques d'Irlande, d’Écosse et de Bretagne. En 1964, Georges Cochevelou, souhaitant recréer la harpe bretonne du Moyen Âge, construit une harpe dotée de cordes métalliques : cette première harpe « bardique » est construite en petite série avec l'aide du sonneur Yvon Palamour. Les cordes en bronze imprègnent profondément le « son Stivell ». Alors qu'au début des années 1960 on compte une cinquantaine de harpistes celtiques, à la fin de cette même décennie, plusieurs dizaines de musiciens font résonner la « harpe bretonne », dont quelques groupes comme les Tregeriz ou An Triskell (frères Quefféléant). En 1971, la parution de l'album d'Alan Stivell Renaissance de la harpe celtique marque une seconde étape dans la diffusion bretonne de l'instrument.
Le mouvement se propage rapidement et ne cesse ensuite de se développer. Les vocations s'éveillent en grand nombre : Myrdhin, Job Fulup, Dominique Bouchaud à Nantes, Katrien Delavier, Anne Le Signor, Violaine Mayor... Des cours se lancent un peu partout, y compris au sein des conservatoires. Mais la fabrication des instruments ne suit pas ; des harpes celtiques Aoyama sont importées du Japon dès 1971. À la fin des années 1970, Joël Garnier crée la société Camac près de Nantes. Au début des années 1980, à Pontivy, harpeurs et facteurs d'instruments venus des cinq départements s'unissent autour de l'association Telennourien Vreizh / Harpeurs de Bretagne, fondée par Gildas Jaffrennou pour rassembler tous ceux qui participent au renouveau de la harpe, comme les enseignants et les compositeurs.
Des compositeurs bretons ou non lui destinent des œuvres : Pierre-Yves Moign, Pierre Herbert, Pierick Houdy, Bernard Andrès... À côté d'interprètes adaptant le répertoire traditionnel, ces compositeurs créent une musique contemporaine pour ce type de harpe, qui se veut inspirée des traditions musicales des pays celtiques. Des concours s'organisent, au Kan ar Bobl, au Festival interceltique de Lorient, à Nantes. Des rencontres annuelles ont lieu depuis trente trois ans à Dinan. Depuis 1990, les joueurs se multiplient ; Jakez François, Mathilde Walpoël, Anne-Marie Jan, Violaine Mayor, Gwenola Ropars, Cécile Corbel, Sedrenn, Tristan Le Govic, Armelle Gourlaouën, Gwenaël Kerléo, Nolwenn Arzel... La harpe celtique n'est plus un simple instrument d'étude donnant accès à la harpe classique. Elle est devenue un instrument à part entière partout reconnu en tant que tel. Dans le cadre de la pandémie de coronavirus et du confinement de 2020-2021, la harpe celtique continue à apparaitre sur internet via des chaînes twitch comme celle de Morgan of Glencoe.

## Facture

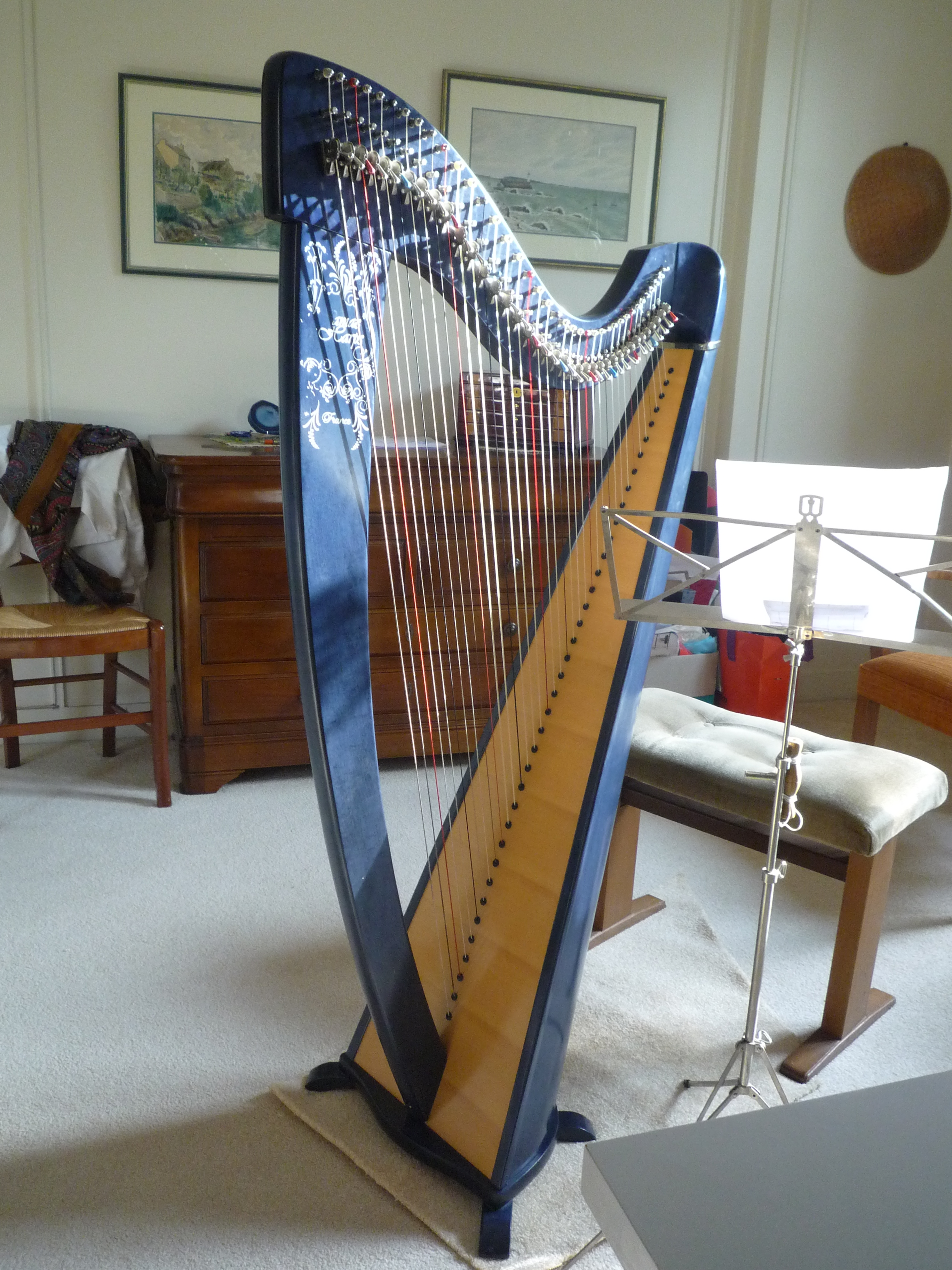
Harpe celtique moderne

Sa colonne cintrée la rend reconnaissable entre toutes les harpes. Historiquement les cordes étaient métalliques et les deux cordes centrales étaient accordées à l'unisson. Elle possède généralement 32 à 38 cordes. De nos jours, les cordes sont le plus souvent en nylon, mais on trouve aussi des instruments montés avec cordes de bronze, en acier, en cuivre, en fibre de carbone ou en boyau (de mouton).
Des « taquets » ou « palettes » ou encore « leviers » (d'où le nom lever harp en anglais), fixés près de la partie supérieure de chaque corde, permettent de modifier la hauteur des notes d'un demi-ton pour jouer les altérations (dièses/bémols). On accorde généralement la harpe celtique en mi bémol majeur avec les taquets en position basse, ce qui permet ensuite de jouer dans les tonalités ayant jusqu'à quatre dièses ou trois bémols.

## Jeu
La harpe celtique correspond à tout un répertoire traditionnel irlandais, écossais et breton, mais elle s'adapte aussi à des répertoires classiques et contemporains (jazz, new age, musique contemporaine...). Elle accompagne idéalement le chant soliste.
Sa petite taille en fait un instrument de choix pour débuter l'apprentissage de la harpe à pédales, bien qu'elle possède une technique de jeu propre, différente du jeu sur harpe classique.
La harpe celtique est, au départ, un instrument à la sonorité douce et harmonieuse, exprimant la gaité, la mélancolie ou la rêverie.
Mais les harpistes celtiques peuvent passer selon l'humeur, du très doux au très hargneux, par le jeu ou les effets électroniques.
Le terme « harpeur » est utilisé pour distinguer les joueurs de harpe celtique des harpistes « classiques ». Cependant, on entend aussi qu'il est utilisé pour établir une distinction entre ceux qui jouent avec les ongles sur harpes cordées en métal et ceux qui jouent avec la pulpe du doigt sur harpes cordées en boyau ou nylon. De la même manière le terme « violoneux » est utilisé pour distinguer du violoniste classique ; on peut entendre aussi « flutieux » en parallèle avec le flûtiste classique.

## Instrumentistes célèbres
Le Dagda, dieu-druide de la mythologie celtique, est aussi le dieu tutélaire des musiciens et, à ce titre, il possède une harpe magique qui a la particularité de savoir toutes les mélodies de la musique et de pouvoir les jouer toute seule, sur simple demande du dieu.

### Anciens
- Turlough O'Carolan, né en 1670, le plus connu des harpistes professionnels d'Irlande, admirateur de Vivaldi. Sa mort est généralement considérée comme marquant le déclin de la tradition harpistique en Irlande, quoique le Festival de Belfast, 50 ans plus tard, ait encore réuni 10 harpistes. Ses compositions sont encore très jouées par les harpistes actuels.
- Ruairi Dall O'Cathain autre harpiste aveugle irlandais né vers 1570 et décédé vers 1650. Aurait servi à la cour de Jacques Ier d'Angleterre. Il nous a laissé une œuvre moins abondante que O'Carolan, mais certaines de ses pièces, en particulier Tábhair dom do Lámh (« Donne-moi la main ») restent des classiques du répertoire traditionnel.
- John Parry (1710-1782), harpiste gallois aveugle qui fut au service des Williams-Wynn, propriétaires fonciers et industriels du bassin de Ruabon.

### Contemporains

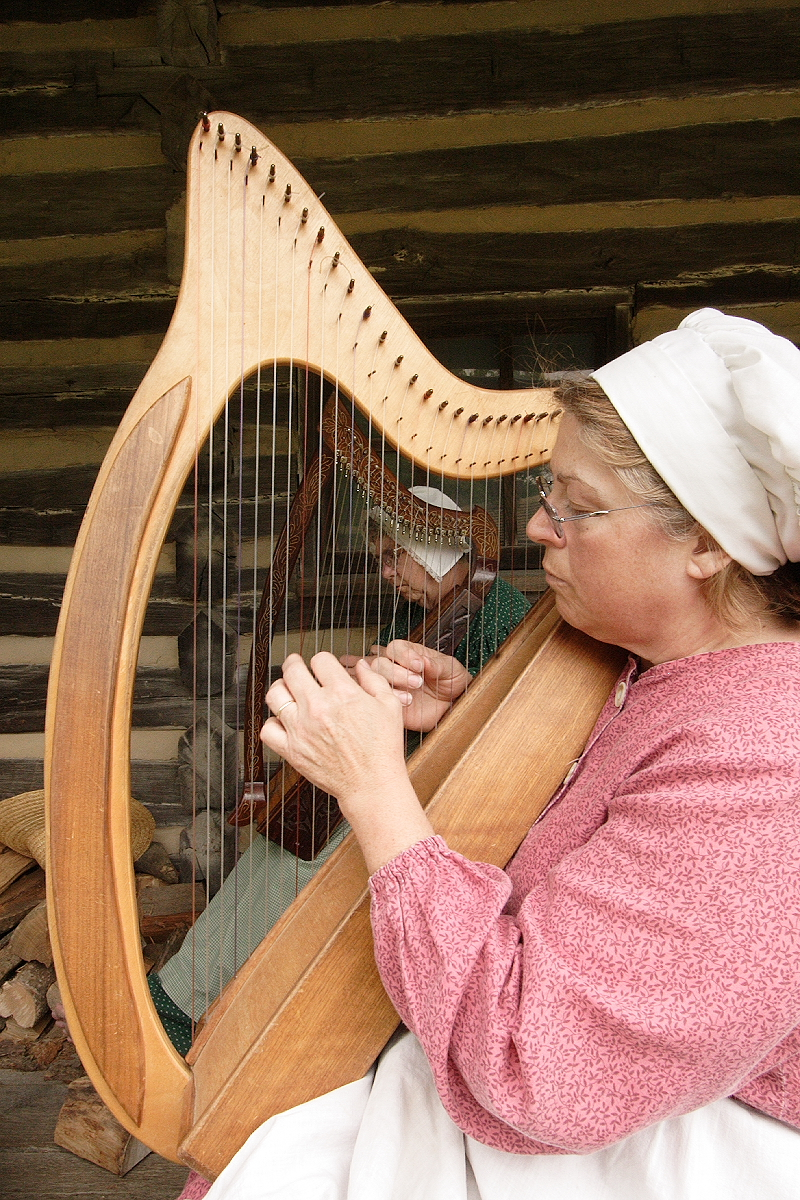
une harpe celtique de petite taille

- Denise Mégevand (1917-2004), professeur d'Alan Stivell et de la Telenn Bleimor, elle a fortement participé à la renaissance de la harpe celtique.
- Gildas Taldir-Jaffrenou (1909-2000), luthier et harpiste breton, qui fit avec Arnold Dolmetsch les premières recherches sur la facture des harpes celtiques.
- Telenn Bleimor démarre en 1954, avec Armel Geraod-LeSec'h comme Penn-Telenn. Elle va durer jusqu'en 1972. Une prestation importante: la messe de Noël de Pleyben en eurovision en 1969. Plus de 20 harpeurs en feront partie : Kristen Noguès, Mariannig Larhantec, Brigitte Baronnet, Françoise Johannel, Annaig Renault et bien d'autres...
- Derek Bell (1935-2002), irlandais membre du groupe « Chieftains ».
- Loreena McKennitt, canadienne d'origine irlandaise, célèbre pour sa « World Celtic Music ».
- Mariannig Larc'hantec, harpiste, compositrice, enseignante, chercheuse, auteure. Première harpiste à avoir introduit officiellement la harpe celtique au conservatoire (ENMD de Brest 1972).
- Kristen Noguès, musicienne et compositrice française d'origine et de culture bretonne. Elle fut, selon Bertrand Dupont, « la plus brillante compositrice bretonne ».
- Dominig Bouchaud, premier prix de harpe classique au Conservatoire National Supérieur de Paris, compositeur et professeur de harpe celtique à l'école nationale de musique de Quimper.
- Jochen Vogel, harpiste allemand, au travers d'un style de jeu très contemporain, il conjugue la harpe cordée en métal aux musiques traditionnelles et actuelles.
- Les frères Quefféléant, du groupe breton Triskell.
- Katrien Delavier (1961-1998), originaire du nord de la France.
- Athy, (1984) unique harpiste et compositeur de harpe électrique d'Argentine qui réinvente et modifie l'histoire de la harpe celte dans son pays.
- Et aussi : Cécile Corbel, Sedrenn, Tristan Le Govic, Armelle Gourlaouën, Gwenaël Kerléo, Nolwenn Arzel ; aux États-Unis : Kim Robertson, Aryeh Frankfurter, Patrick Ball (qui joue avec les ongles sur cordes en cuivre comme à l'époque d'O'Carolan)…
- Vanessa Gerkens[26], harpiste et compositrice belge formée au Conservatoire Royal de Musique de Bruxelles, créatrice de l'harponomie.
- Alan Stivell, Breton dont le père Jord Cochevelou et Denise Mégevand, ont (avec lui) déclenché une renaissance de l'instrument en Bretagne, à partir de 1953, en construisant la première harpe bretonne du XXe siècle. Alan Cochevelou, devenu Alan Stivell, a ensuite popularisé l'instrument dans le monde, à partir de la fin des années 1960.
- Myrdhin, Breton au nom de scène gallois, fondateur des Rencontres Internationales de Harpe Celtique qui se déroulent chaque année à Dinan (Côtes d'Armor).
- Jennifer Evans - Van der Harten (Jenny) du groupe Omnia
- Marion Le Solliec, harpiste bretonne, joue sur harpe celtique et électrique
- Joanna Newsom
- Christophe Saunière
- Alice Coltrane
- Erik Ask Upmark (sv) est un professeur suédois et unique harpiste à travailler sur le folklore scandinave.
- Einar Selvik (en) (Kvitrafn), joue de la harpe troubadour au sein du projet musical norvégien de pagan folklore nommé Wardruna.
- Chrigel Glanzmann, joue de la harpe troubadour au sein du groupe suisse de folk métal nommé Eluveitie.
- Andreas Vollenweider, compositeur suisse, joue une harpe électro-acoustique de sa propre conception.
- Erzsébet Gaál (eo), harpiste hongroise
- Nord de l'Italie : Emilie-Romagne, Modena : Lucia De Carlo, ensemble musical The Fairies Lullaby
  - Nord de l'Italie, Veneto, Verona, et Belgique, province de Namur, Mélanie Bruniaux, ensemble musical Anima Keltia.:

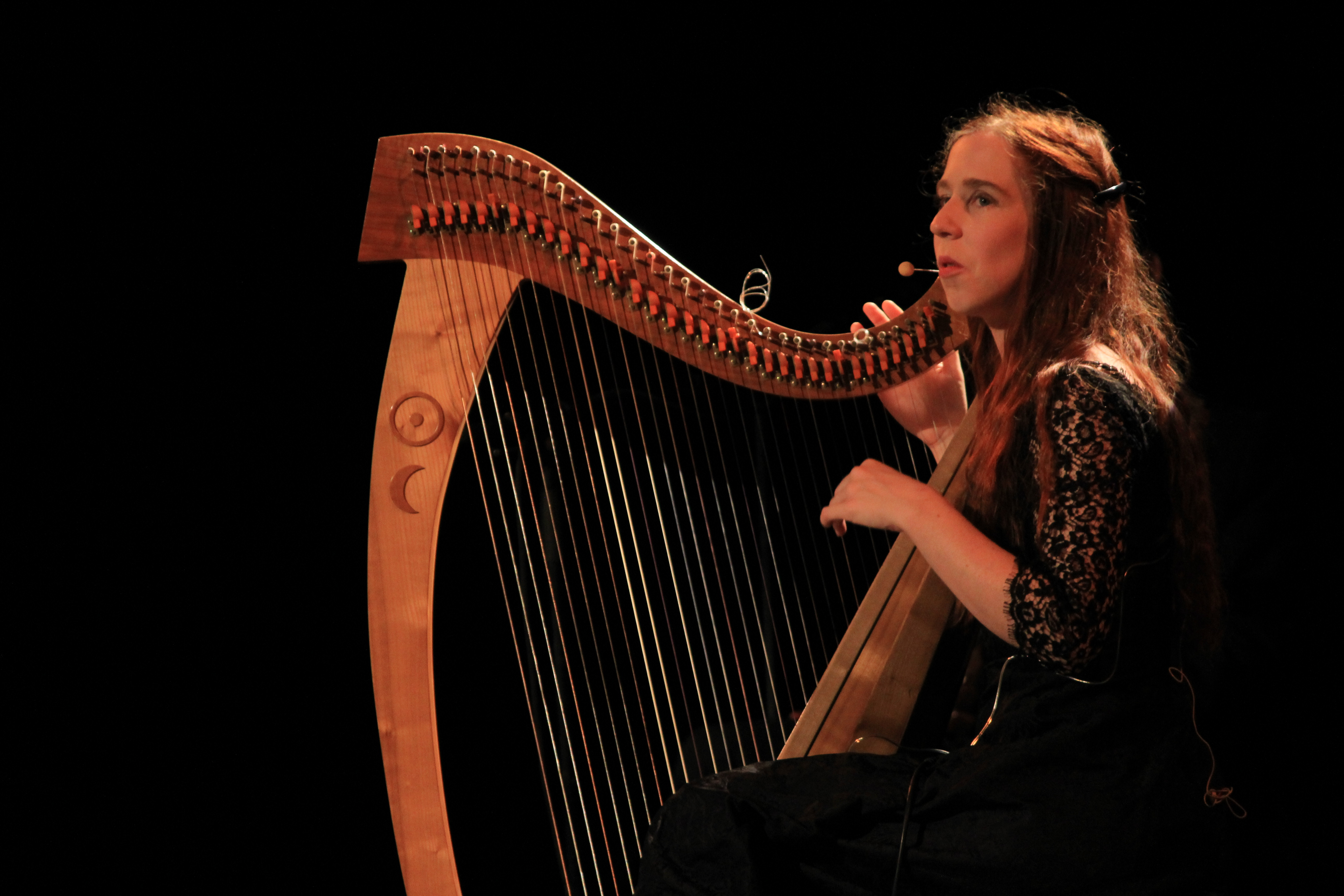
Cécile Corbel
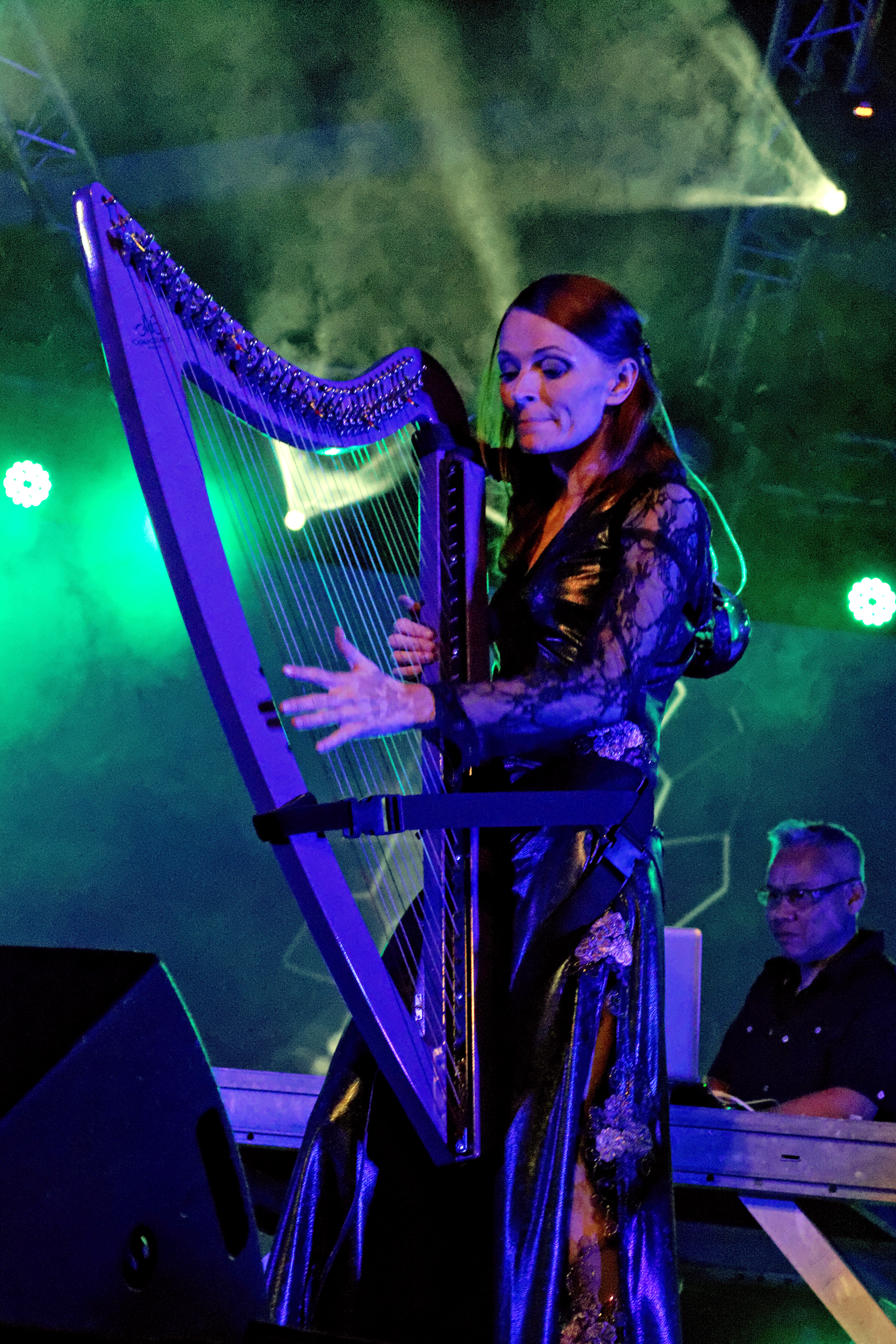
Gwenaël Kerléo
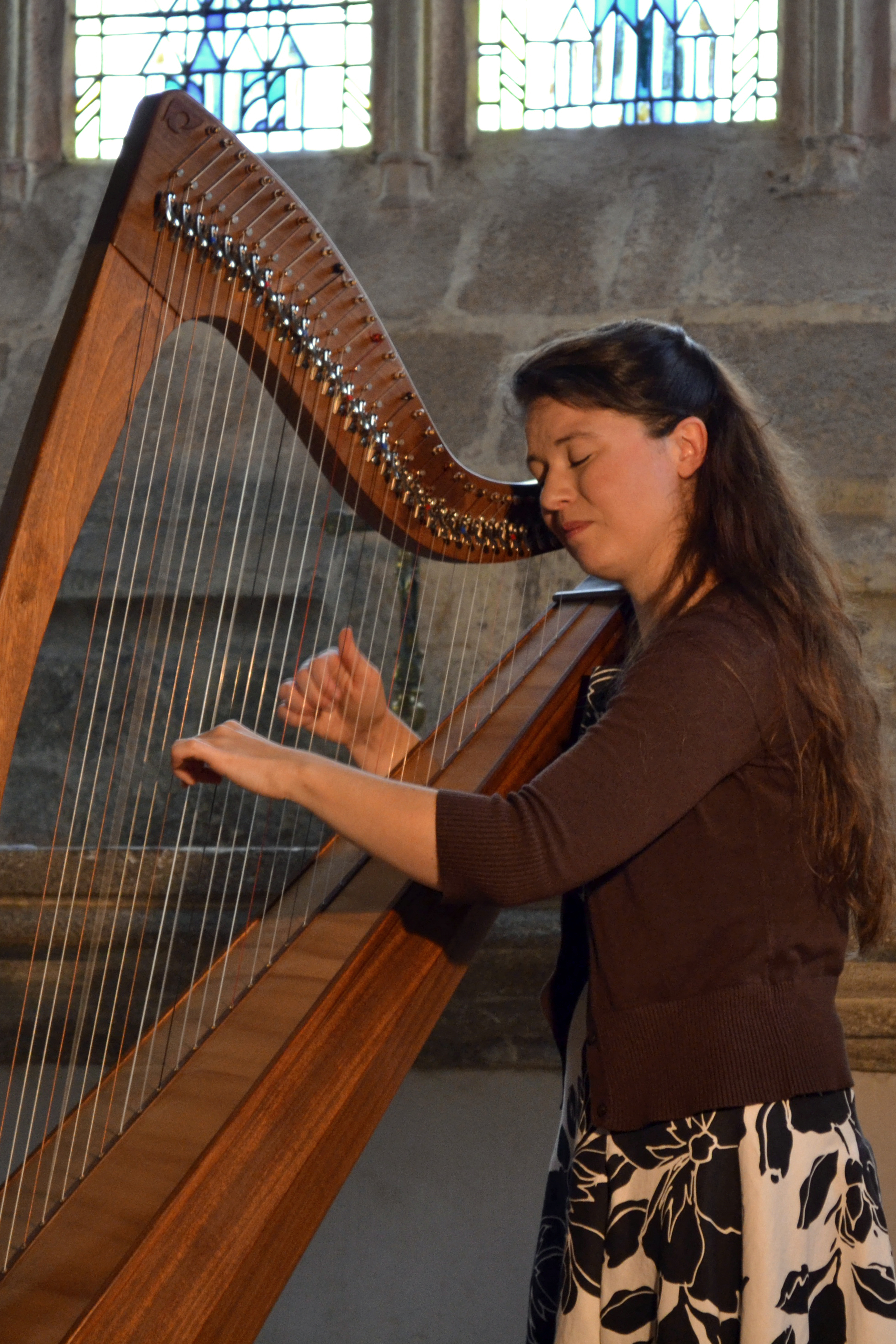
Nolwenn Arzel
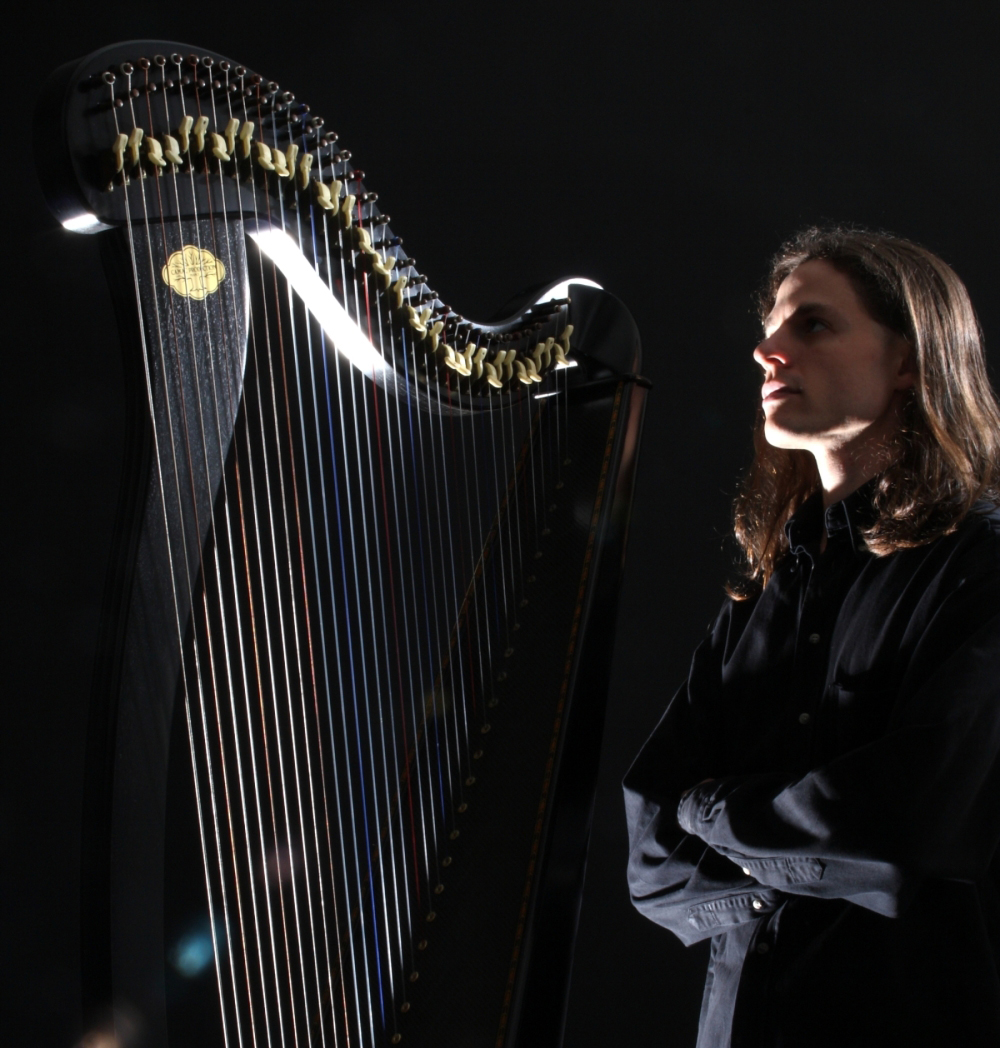
Tristan Le Govic
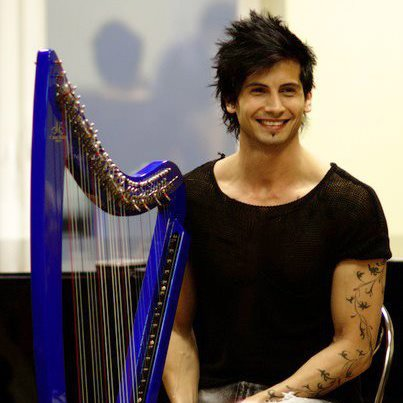
Athy
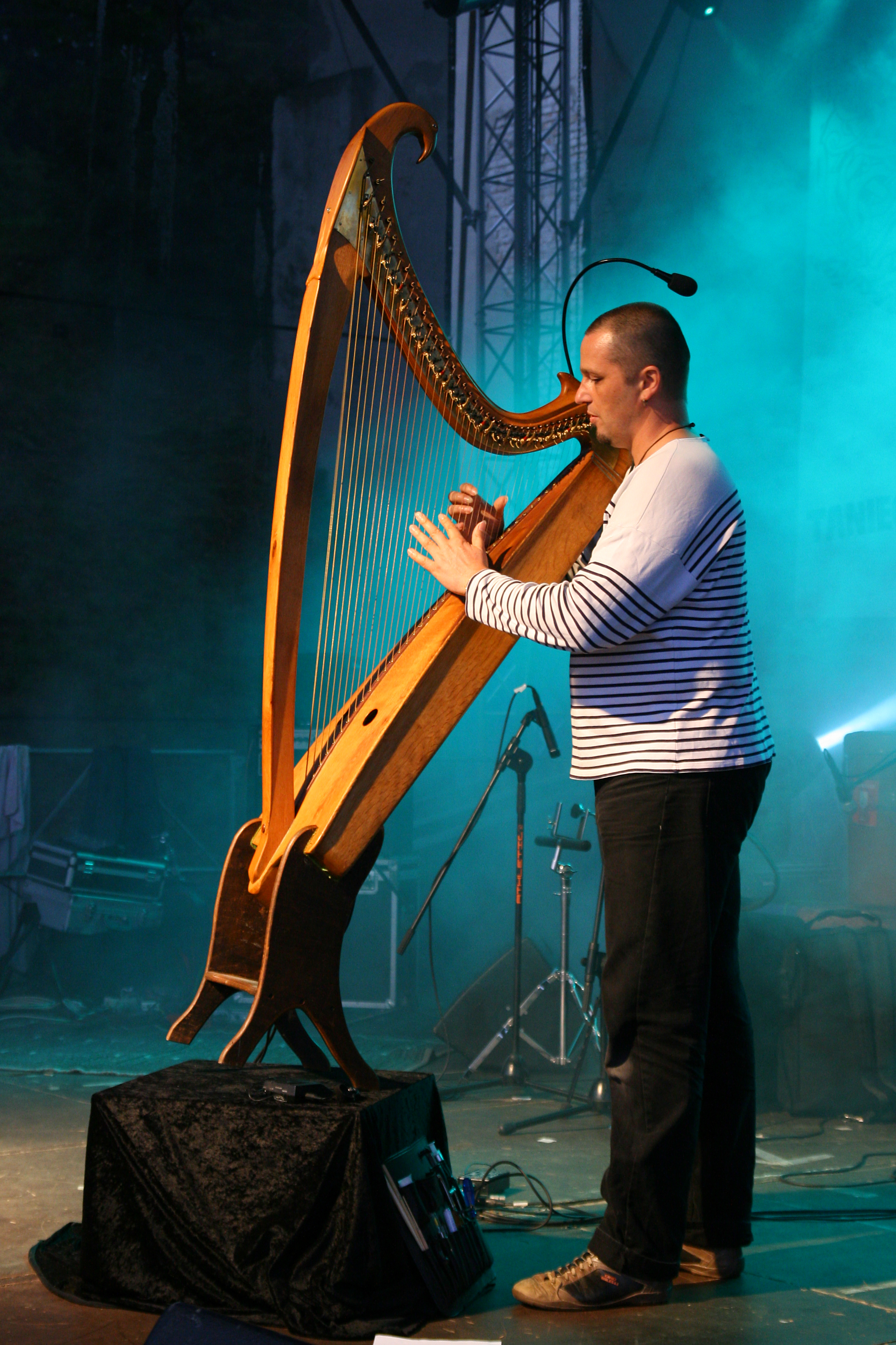
Jochen Vogel

### Ouvrages
- Mariannig Larc'hantec, La Harpe, instrument des celtes : Journal de bord d'un professeur de harpe, Spézet, Coop Breizh, septembre 2013, 174 p. (ISBN 978-2-84346-624-3)
- Thierry Jigourel, Harpe celtique, le Temps des Enchanteurs, Celtics Chadenn, Londres, 2005,  (ISBN 978-2-84722-058-2). Livre édité à l'occasion des 50 ans de la Telenn gentañ et dédié à la mémoire de Turlough O'Carolan et Jord Cochevelou.
- Alan Stivell et Jean-Noël Verdier, Telenn, la harpe bretonne, Le Télégramme, 2004, 160 p. (ISBN 2-84833-078-3) - Mis en ligne par Alan Stivell
- Comité des Rencontres Internationales de Harpe Celtique (dir. Elisabeth et Rémi Chauvet) dont Myrdhin, Alan Stivell, Dominig Bouchaud…, Anthologie de la harpe : La harpe des Celtes, éditions de la Tannerie, 2001, avec un CD audio et un historique de la harpe. présentation en ligne
- Christine Y Delyn (dessins de Denis Brevet), Clairseach, la harpe irlandaise : aux origines de la harpe celtique, éd. Hent Telenn Breizh, 1998, 173 p.

### Travaux universitaires
- Mariannig Larc'hantec, De la Harpe à la harpe celtique : exploration multifactorielle d'une spécialité de la musique bretonne Mémoire de master 2 Dir. Y. Defrance 2013 Université Rennes2 Culture bretonne et celtique, Université européenne de Rennes2, 2013 (OCLC 968153197, lire en ligne)
- Tristan Le Govic (dir. Marie-Claire Mussat), Le Répertoire contemporain de la harpe irlandaise, Mémoire de D.E.A. Université Rennes 2, 2002, première partie - deuxième partie
- Tristan Le Govic, Pédagogie de la Harpe Celtique, mémoire, 2005, CEFEDEM Bretagne / Pays de la Loire, lire en ligne
- Cédric Moign, « Apprendre une musique traditionnelle à danser : Mécanisme, histoire et contexte », Cefedem Bretagne Pays de Loire, 2005, Mémoire de DE
- Patrice Elegoet et Francis Favereau (dir.), La musique et la chanson bretonnes : de la tradition à la modernité, ANRT, thèse en études celtiques à l'Université de Rennes 2, 2006, 468 p. (ISBN 2-7295-6987-1)
- Anthony Castin, « La harpe celtique et son répertoire », Cefedem de Rhône-Alpes, 2009, Mémoire de DE
- Nolwenn Arzel-Jezequel (dir. Marc Clerivet), « La dansabilité en Basse-Bretagne aujourd'hui et plus particulièrement à la harpe celtique », 2011, DEM Musique traditionnelle Harpe celtique, lire en ligne

### Articles de presse
- Armel Morgant, « Camac, des harpes à la pointe », dans ArMen no 162, janvier-février 2008, p. 14-21
- Armel Morgant, « Harpe et Bretagne : deux siècles d'Histoire », dans ArMen no 140, mai-juin 2004, p. 10-17
- Armel Morgant, « La Harpe irlandaise », dans ArMen no 83, février 1997, p. 22-35
- Alan Stivell, « Histoire de la renaissance de la harpe celtique », Musique bretonne, no 29,‎ août 1982, p. 5-7 (lire en ligne)
- Katrien Delavier, « Retrouver l'ancienne technique de jeu », dans ArMen no 83, février 1997
- Dominig Bouchaud, « La harpe celtique, entre musique savantes et musique traditionnelle », Revue de l’association internationale des harpistes et amis de la harpe, octobre 2002
- Magazines dédiés : Telennourien Vreizh (1983-1986), Le Journal de la Harpe (1988-1989), Folk Harp Journal (depuis 1973)

### Documentaires
- Le renouveau de la harpe celtique en Bretagne : Amzer nevez an delenn geltiek e Breizh, documentaire d'Alain Gallet, 2003, prod. France 3 Ouest (DVD) 52 min (version en breton 26 min. voir en ligne)